# Kotiate
Die Kotiate (auch Liver-Cutter) ist eine einhändig geführte kurze Schlagwaffe, die von den Māori, den Ureinwohnern von Neuseeland benutzt wird.

## Geschichte
Die Kotiate wurde von den neuseeländischen Māori als Kriegswaffe entwickelt. Die ersten Exemplare entstanden weit vor der Kolonialisierung durch die Europäer.

## Beschreibung
Die Kotiate hat eine Form, die einer Violine ähnlich ist. Sie besteht aus Hartholz, Walknochen oder in wenigen Fällen auch aus Jade. Die Schlagfläche ist glatt ausgearbeitet, die Außenseiten sind dünn und scharf ausgeschliffen. Manche Kotiate haben eine Mittellinie. Der Heft (Griff) ist ebenfalls glatt gearbeitet und hat in den meisten Fällen am hinteren Ende traditionelle Schnitzereien. Oft sind auf den Schlagflächen ebenfalls kleine Schnitzereien angebracht.
Die meisten Kotiate, die dem Kriegseinsatz dienen, sind einfach in ihrer Ausführung. Manche Exemplare, die auch kulturellen Zwecken dienen, oder die Waffen von Stammesführern sind, werden sehr künstlerisch, mit filigranen Schnitzereien angefertigt. Die Kotiate sind etwa 34 cm lang, etwa 16 cm breit und etwa 3,5 cm dick.